# جاي روبرت هاريس
جاي روبرت هاريس (بالإنجليزية: J. Robert Harris)‏ هو ملحن أمريكي، ولد في 27 سبتمبر 1925، وتوفي في 13 فبراير 2000.

## وصلات خارجية
- جاي روبرت هاريس على موقع IMDb (الإنجليزية)
- جاي روبرت هاريس على موقع ميوزك برينز (الإنجليزية)
- جاي روبرت هاريس على موقع ديسكوغز (الإنجليزية)
- جاي روبرت هاريس على موقع قاعدة بيانات الفيلم (الإنجليزية)